# Интразональная растительность
Интразональная растительность — тип растительности, не свойственный данной природной зоне, и не образующий самостоятельной зоны, сформировавшийся при наличии особых эдафических факторов.

В отличие от азональной растительности, которая встречается во всех зонах (заливные луга, растительность песков, каменистых выходов и т. д.), интразональная растительность тесно связана с определёнными зонами. Примеры интразональной растительности — растительность солонцов и солончаков в степной и пустынной зонах, сфагновые болота в лесной и тундровой зонах. При переходе из одной зоны в другую интразональная растительность меняется, неся на себе отпечаток соответствующей зоны и занимая в ней обычно небольшие площади. Иногда интразональная растительность местами преобладает над зональной растительностью.